# Pseudopodotenus fulviventris
Pseudopodotenus fulviventris är en skalbaggsart som beskrevs av Leon Fairmaire 1860. Pseudopodotenus fulviventris ingår i släktet Pseudopodotenus och familjen Aphodiidae. Inga underarter finns listade i Catalogue of Life.